# Љубиша Павковић
Љубиша Павковић (Београд, 14. јуни 1947) је српски хармоникаш.

## Живот
Рођен је у Београду 1947. Члан Народног оркестра Радио-телевизије Београд постао је 1970, а од 1981. његов уметнички руководилац све до 2010.
Велику љубав према хармоници наследио је вероватно измешаним генима од оца Богдана, пореклом Личанина, и мајке Мире, пореклом Македонке, те је са лакоћом свирао мелос читавог Балкана. Почео ја да свира са пет година. 1970. године постаје члан Народног оркестра РТБ, а од 1981. године руководио је најзначајнијим оркестром народне музике, коме је подарио посебан аутентичан тон и интерпретативну ефикасност и који је под његовим будним оком израстао у наш најрепрезентативнији оркестар народне и староградске музике. На челу Народног оркестра снимио је велики број песама и игара, које се чувају у Фонотеци Радио Београда као национално благо. Као млади солиста на хармоници, на Међународном фестивалу у Дижону 1966. године, у конкуренцији учесника из 25 земаља осваја прво место.
Добитник је многих значајних награда, али се посебно издваја награда из 2000. године, када је на такмичењу хармоникаша у Москви добио специјалну награду за изузетно музицирање - Сребрни диск, који му је уручио шеф Катедре Руске музичке академије Фридрих Липс, што практично значи да је проглашен за најбољег хармоникаша света. Према речима нашег чувеног композитора Радослава Граића: У Љубишиној хармоници обједињени су топли, људски глас, сетна виолина, виртуозна фрула, моћне оргуље и осећајна словенска душа. Цео свој уметнички живот популарни Павке је посветио изучавању балканског фолклора, откривајући његове тајне и негујући његове аутентичне вредности и лепоте. Најкраће - широка балканска душа.

## Фестивали
- 1975. Београдски сабор - Битолчанка оро (прва награда стручног жирија)
- 1976. Илиџа - Чигра коло
- 1982. Илиџа - Невестино оро, прва награда у конкуренцији инструменталиста
- 1983. Хит парада - Космајски бисер
- 2012. Моравски бисери - Златна хармоника, награда фестивала
- 2019. Сабор, Београд - Национално признање за народну музику Србије

## Признања
- Естрадна награда Србије
- Годишња награда Радио Београда, 1991.
- Сребрни диск на Међународном фестивалу бајана у Москви, 1999.
- Златни беочуг, награда Културно просветне заједнице града Београда, 2007.
- „Maestro internacional“ за 2008, награда Међународног музичког центра из Београда.
- Естрадно-музичка награда за животно дело, додељена од стране Савеза естрадно-музичких уметника Србије (СЕМУС), 2017.[3]
- Национални естрадно-музички уметник Србије, признање од стране СЕМУС-а, 2019.[4]
- Специјална награда за изузетно музицирање Сребрни диск, Међународни фестивал хармонике у Москви 2000. године[5]